# Битва під Слівиці
Битва під Слівиці стала останньою великою битвою Другої світової війни на території тодішньої Чехословаччини. У травні 1945 року все більша кількість німецьких військових частин пробивала свій шлях на захід, щоб здатися західним союзникам. Однак у районі міста Пршибрам їм завадили чеські партизани, які несподівано атакували німецькі позиції.
Нечисленні бійці руху опору зазнали поразки, але їм на допомогу підійшли підрозділи радянської армії. Згодом у бій втрутилися й американські війська. У ніч на 12 травня оборона нацистів рухнула. Внаслідок спільного удару союзників близько тисячі німців загинуло, решта шість тисяч потрапили в полон.

## Передумови
Хоча 8 травня 1945 року представники Вермахту підписали акт про повну і беззастережну капітуляцію, що зобов'язував німецькі війська залишатися на своїх місцях і здаватися при появі союзників, це не означало автоматичного припинення всіх бойових дій. Так, генерал-фельдмаршал Фердинанд Шернер, командувач групи армій «Центр», проігнорував наказ про капітуляцію й повелів своїм підрозділам з боями пробиватись на захід, щоб здатися американським військам. Лише одиниці досягли узгодженої межі демаркації в західній Богемії і зупинилися там.
Оскільки радянська армія перебувала все ще далеко від лінії розмежування зон окупації, зупинити німців спробували місцеві чеські партизани. Недосвідчені й погано озброєні іррегулярні підрозділи зазнали поразки, а на їх атаки нацисти відповіли репресіями проти місцевого населення. Траплялися випадки, коли підрозділи колабораціоністської Російської визвольної армії, які також прагнули дістатися до американців, вступали з німцями в бій.
9 травня велика кількість німецьких солдат, що пробивались на захід, зупинилася поблизу демаркаційної лінії між чеськими селами Мілін, Слівіце і Чімеліце. Серед них були частини Кампфгрупи «Валленштейн». Керівництво розрізнених підрозділів здійснював начальник Управління СС в Богемії та Моравії групенфюрер граф Карл Фрідріх фон Пюклер-Бурггаусс. Разом із солдатами відступало і німецьке цивільне населення. Оскільки партизанські підрозділи руху опору заблокували шлях до американців, Пюклер-Бурггаусс наказав підконтрольним військам окопатися.

## Битва
11 травня партизанські загони на чолі з радянським офіцером Євгеном Антоновичем Олесенським спробували штурмувати німців, але були відкинуті назад. Однак, у той же день німецьких позицій дістались війська радянської армії. Атака почалася з обстрілу ворожих окопів важкою артилерією. Радянська артпідготовка була підтримана 4-ю бронетанковою дивізією XII корпусу третьої армії США. Пізніше війська 1-го, 2-го і 4-го Українських фронтів разом атакували ворожі окопи.
Вночі захист нацистів рухнув, і приблизно о 03:00 12 травня на млині Раковіца Пюклер-Бурггаусс підписав протокол про капітуляцію. Від радянської сторони підпис під документом поставив командир 104-ї гвардійської стрілецької дивізії генерал Іван Федотович Сєрьогін, а від американської — начальник штабу 4-ї танкової дивізії. Після капітуляції генерал Пюклер-Бурггаусс повернувся до своєї вілли, де він, його помічник та перекладач здійснили самогубство. В полон потрапило близько 6000 німецьких солдатів, крім того, союзникам дісталась велика кількість транспортних засобів.

## Пам'ять
У 1970 році в Слівіце на місці битви було відкрито пам'ятник, розроблений архітектором Вацлавом Хільскі. Щороку ентузіасти влаштовують реконструкцію бою, у 2011 році в ній взяли участь чеський військово-історичний клуб, музей в Пршибрамі та солдати чеської армії.
Поруч з віллою в Чімеліце, в якій Пюклер-Бурггаусс покінчив життя самогубством, поставлений ще один пам'ятник, надпис на якому зазначає: На цьому місці 9 травня 1945 року американська армія зупинила відступ німецьких військ. За участі американських, радянських та німецьких воєнних представників 12 травня 1945 тут була підписана остання капітуляція Другої світової війни в Європі.